# Elmenhorst (Waltrop)
Elmenhorst ist eine von sieben Bauerschaften der Stadt Waltrop im Kreis Recklinghausen.
Elmenhorst liegt östlich der Kernstadt Waltrop am Datteln-Hamm-Kanal an der Grenze zur Stadt Lünen. Des Weiteren grenzen die Waltroper Bauerschaften Brockenscheidt und Oberlippe an Elmenhorst. Bedeutendste Sehenswürdigkeit ist die Ruine der Burg Wilbring. Die Einwohnerzahl belief sich zusammen mit der Bauerschaft Brockenscheidt am 31. Januar 2014 auf 1153 Bürger.

## Geschichte
Elmenhorst wurde urkundlich erstmals 1292 erwähnt, ist aber tatsächlich älter als der Ort Waltrop selbst. Hier stand an der strategisch wichtigen Lippestraße im Grenzbereich mehrerer Herrschaftsgebiete zunächst ein Reichshof, der das südliche Lippeufer kontrollierte und wohl schon in karolingischer Zeit entstanden war. Dieser Hof war allerdings nicht als geschlossene Siedlung gebaut; stattdessen existierte eine Reihe von Unterhöfen: die Bauerschaften Lippe, Brockenscheidt, Holthausen, Oberwiese und die Brambauerschaft, die zusammen die Bauerschaft Elmenhorst bildeten. Seit 1314 befanden sich die Elmenhorster Reichshöfe in Pfandbesitz der Grafschaft Mark, die Landeshoheit dagegen lag bei Kurköln. Die Burg Wilbring wurde 1321 gebaut und war von der Bauerschaft unabhängig. Sie wurde als Wasserburg auf einer Insel ausgeführt. Ihre Vorburg ist heute noch bewohnt, die Burg selbst jedoch, die sich seit 1913 in Staatsbesitz befand, wurde zugunsten des Ausbaus des Datteln-Hamm-Kanals während der Weimarer Republik abgetragen.
Das heutige Wappen der Stadt Waltrop, das den Reichsadler auf gelbem Grund zeigt, wurde vom Siegel des alten Reichshofs Elmenhorst übernommen.

## Verkehrsanbindungen
Die Buslinie 284 der Vestischen Straßenbahnen durchquert diese Bauerschaft.
| Linie | Verlauf                                                                                 | Takt (Mo–Fr) |
| ----- | --------------------------------------------------------------------------------------- | ------------ |
| 284   | (Waltrop Rathaus –) Am Moselbach – Sydowstr. – Elmenhorst – Lünen-Brambauer Verkehrshof | 30 min       |